# アマル・エンターテインメント
アマル・エンターテインメント（Amaru Entertainment）は、アメリカ合衆国のレコードレーベル。
アメリカの黒人ラッパー、2パックの母親であるアフェニ・シャクールが、2パックの死後の1997年に、遺された未発表音源を発表するために設立。
所属アーティストは2パックのみである。

## ディスコグラフィ
- 1997年 - アー・ユー・スティル・ダウン? (リメンバー・ミー)
- 1998年 - グレイテスト・ヒッツ
- 1999年 - スティル・アイ・ライズ
- 2001年 - アンティル・ジ・エンド・オブ・タイム
- 2002年 - ベター・デイズ
- 2003年 - トゥパック:レザレクション
- 2004年 - ロイヤル・トゥ・ザ・ゲーム
- 2006年 - パックズ・ライフ

## 参照
- レコード会社一覧